# Eye-Kyu
Eye-Kyu (Pronunciado 'Hay-Kyu') (en inglés 'IQ') llamado realmente Nelson Bernard Jackson fue un DJ y uno de los principales miembros del grupo de hip-hop D12. Es conocido por la colaboración en el álbum de Eminem Infinite, en la canción "313".
Su relación con los demás miembros de D12 se fue deteriorando poco a poco por conflictos y discusiones internas a pesar de la excelente amistad que siempre tuvo con Eminem. La última canción en la que apareció fue "Dumpin'" de "Parts Unknown" con (Dirtty Latt & Z-Flatt) en la cual también participan Eminem y Proof. También apareció en las canciones "Eye Confess" con el grupo de rap de Detroit "Da Ruckus" de (MC Hush & Uncle Ill) y en la canción "Paperchase off Da Ruckus" Episode 1 EP en la cual aparece Swift. Después de eso participó en una canción de Sonny Toka llamada "Sakatoa". Eye-Kyu aparece en el álbum de Eminem llamado Infinite, en la canción "313". También canta un poco el coro de la canción "It's Ok". Su nombre es mencionado algunas veces en "Deathklaw's Randomness" if you play it backwards.
Acabó yéndose de D12, para finalmente alcanzar el olvido.
- Datos: Q3062738